# Ореовец (Македонски Брод)
Ореовец (мкд. Ореовец) је насеље у Северној Македонији, у средишњем делу државе. Административно припада општини Македонски Брод.

## Географија
Насеље Ореовец је смештено у средишњем делу Северне Македоније. Од седишта општине, градића Македонски Брод, насеље је удаљено 10 km западно.
Рељеф: Ореовец се налази у области Порече, која обухвата средишњи део слика реке Треске. Дато подручје је изразито планинско. Село се налази у долини реке Треске. Северно од села издиже се планина Песјак. Надморска висина насеља је приближно 600 метара.
Клима у насељу је континентална.

## Становништво
По попису становништва из 2002. године, Ореовец је имао 155 становника.
Претежно становништво у насељу су Турци, тачније Торбеши (83% према последњем попису), док су мањина етнички Македонци (17%). Док пре пола века Македонци су били искључиво становништво у насељу.
Већинска вероисповест у насељу је ислам, а мањинска православље.